# Bilicerowie
Bilicerowie (łac. Bilizorus, niem. Bilitzer) – śląska rodzina szlachecka wywodząca się z Prudnika, w Monarchii Habsburgów i Rzeczypospolitej Obojga Narodów.

## Historia

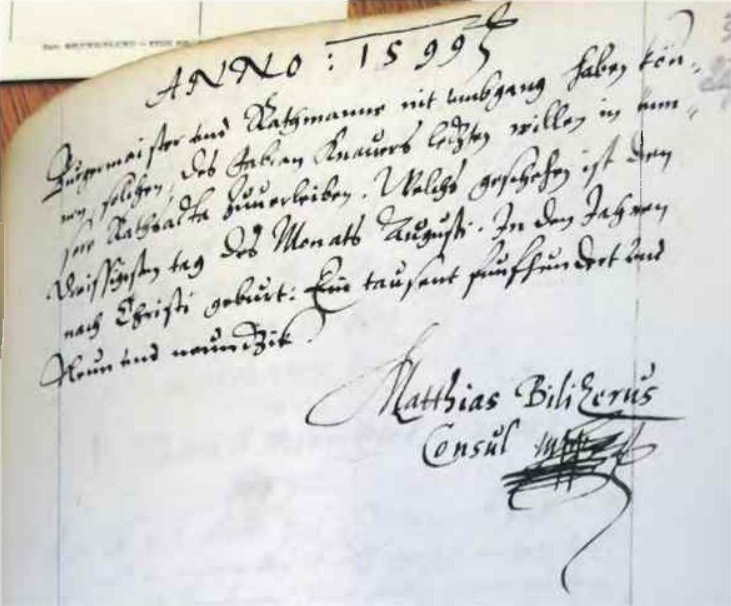
Zapis Macieja Bilicera z 1599 roku w Księdze Miejskiej Prudnika

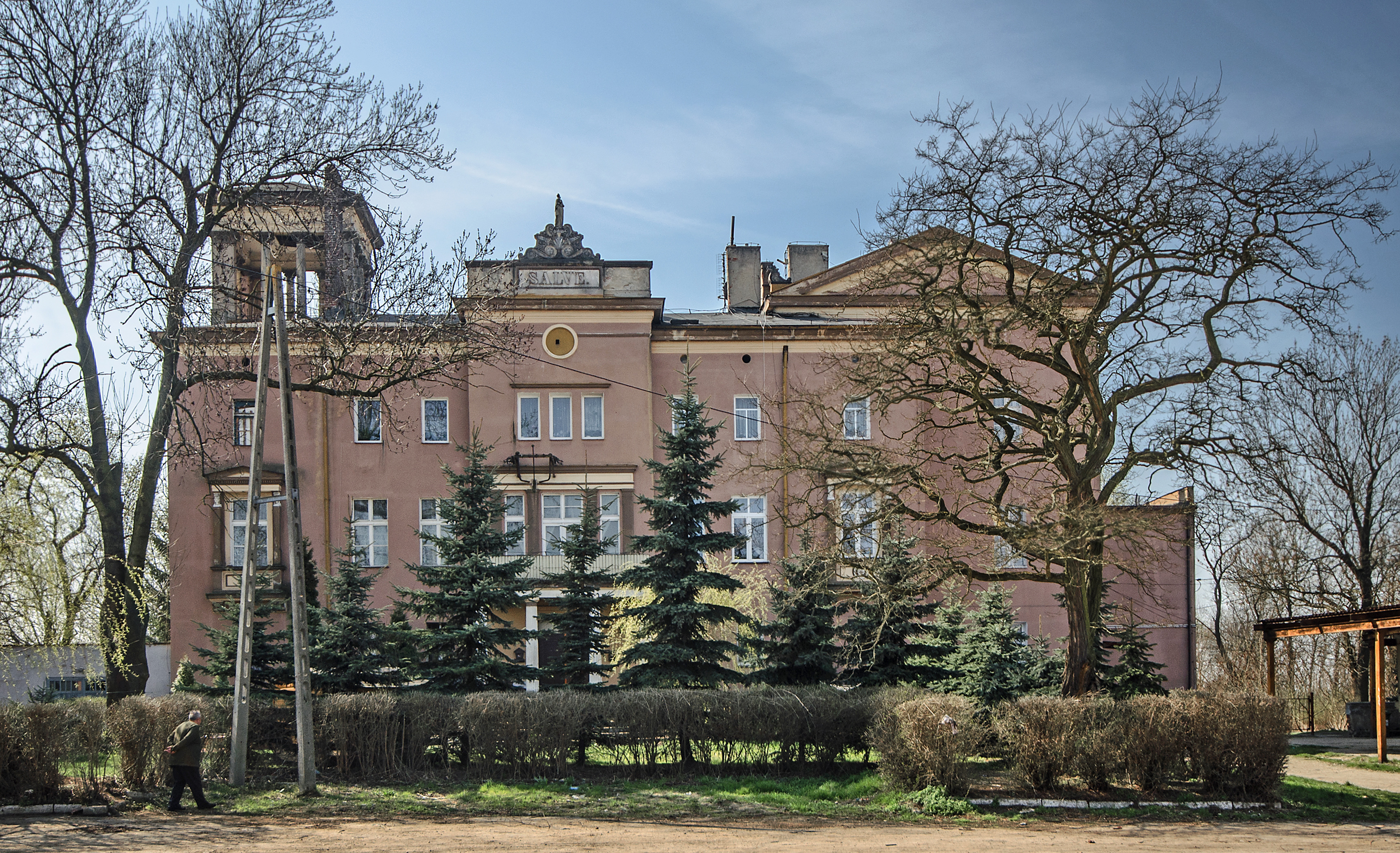
Pałac w Jakuszowie

Ród Bilicerów wywodził się z Prudnika. Pierwszy znany przedstawiciel rodu – Maciej Bilicer, został wymieniony w urbarzu z 1534. Na przełomie XVI i XVII wieku jego syn, również Maciej (1550–1616), piastował w mieście szereg funkcji publicznych. Pełnił funkcję rektora miejscowej szkoły, od 1581 podpisywał księgę miejską, przed 1587 był municypalnym pisarzem popieranym przez starostę księstwa opolsko-raciborskiego Jana Prószkowskiego, w 1598 założył księgę wieczystą dla pobliskiej Jasiony, a w latach 1599–1615 był burmistrzem miasta. Historyk regionalny Jan Piotr Chrząszcz w swojej pracy na temat historii Prudnika opisał Macieja jako „człowieka uczonego w prawie”. W 1608 Piotr Bilicer objął kancelarię miejską.
Bilicerowie zostali podniesieni przez cesarza Rudolfa II Habsburga do stanu szlacheckiego i otrzymali swój herb w 1607.
Na początku XVI wieku Maciej został oskarżony przez mieszkańców Prudnika o niegospodarność finansową i poczynienie zbytnich wydatków przy budowie kościoła i szkoły. Przeciwko niemu w 1616 wystąpił nawet jego krewny, pisarz miejski Piotr Bilicer, który według historyka Augustina Weltzela, „mógł się w znacznym stopniu przyczynić do powstałych niesnasek”. Po śmierci Macieja tego samego roku, Piotr Bilicer wraz z Jakubem Treptowem zostali adiunktami Jonasza Romera, nowego burmistrza Prudnika.
Syn burmistrza Macieja Bilicera, również Maciej, był doktorem obojga praw i piastował funkcję książęcego brandenburskiego radcy i kanclerza w Karniowie. Przyjaźnił się z regionalistą Mikołajem Henelem, razem z którym zrezygnował ze studiowania medycyny w Jenie i podjął studia prawnicze.
W 1619 Krzysztof Bilicer był nadwornym medykiem księcia Hohenzollerna.
7 września 1645 zmarł Joachim Fryderyk Bilicer, właściciel pałacu w Jakuszowie i w Grzymalinie, kapitan-porucznik cesarskiego majestatu, pochowany w Legnicy w katedrze Świętych Apostołów Piotra i Pawła.
Bilicerowie działali również w Brzegu i Namysłowie.

## Drzewo genealogiczne
1. Maciej Bilicer (ur. i zm. w XVI w.), właściciel ziemski w Prudniku[1], żona: Jadwiga Wilde
  1. Maciej Bilicer (22 grudnia 1550 w Prudniku, zm. 1616), burmistrz Prudnika[1], żona: Rosina Heinrich (zm. 1634)
    1. Maciej Bilicer (ur. 20 listopada 1578, zm. 28 marca 1620), doktor obojga praw, radca i kanclerz w Karniowie[10], żona: Urszula Biedermann
      1. Maciej Bilicer (ur. 1607, zm. po 1672), mieszczan Prudnika[1]
      2. Hans (zm. 1647)[9]

    2. Adam Bilicer, żona: Helena Schmeiß von Ehrenpreisberg[9]
      1. Zuzanna Elżbieta Bilicer (ur. 1597, zm. 3 sierpnia 1669), pochowana w kościele Marii Panny w Legnicy[9]
      2. Eufrozyna, pochowana 22 stycznia 1652 w Strzelinie, miała troje dzieci[9]
      3. Joachim Fryderyk Bilicer (ur. 1616, zm. 7 września 1645), pan na Jakuszowie i Grzymalinie, kapitan-porucznik cesarskiego majestatu[10]

    3. Fryderyk (ur. 1 sierpnia 1583 w Prudniku, zm. XVII w.), burmistrz Prudnika[9]
    4. Krzysztof (ur. 18 grudnia 1586 w Prudniku, zm. 6 stycznia 1621), doktor medycyny na dworze księcia Hohenzollerna[10]
    5. Krystyna (ur. 1592, zm. 15 listopada 1634 w Brzegu), mąż: Georg Schmettau (ur. 21 lutego 1585)[9]
      1. Georg[9]
      2. Ernst[9]

  2. Piotr Bilicer (ur. XVI w., zm. XVII w.), pisarz miejski w Prudniku[1]
  3. Adam Bilicer, pochowany 15 października 1646 w Brzegu[9]
    1. Adam Bilicer[9]

  4. Anton Bilicer, pochowany 17 kwietnia 1656 w Brzegu[9]
  5. Jerzy Bilicer, wzmiankowany w 1586 w Prudniku[9]